# Hyenor
Hyenor (Hyaenidae) är en familj i ordningen rovdjur (Carnivora). Till det yttre liknar de hunddjuren, men tillhör underordningen kattartade rovdjur (Feliformia). Familjen utgörs idag av fyra arter som förekommer i Afrika och Asien. Vad gäller socialt beteende och val av föda finns stora skillnader mellan arterna. Hyenor delas in i två underfamiljer, där den ena omfattar tre arter vilka jagar ryggradsdjur (fläckig hyena) eller är asätare (övriga arter), medan den andra underfamiljen utgörs av jordvargen som främst livnär sig av termiter. Familjen uppkom under miocen och under evolutionens gång har det funnits omkring 70 arter varav fyra finns kvar. Hyenornas närmsta släktingar är manguster och de andra rovdjuren inom familjen Madagaskarrovdjur (Eupleridae), som enbart förekommer på Madagaskar. Det största hotet mot hyenorna är människans jakt.

## Kännetecken

### Allmän kroppsbyggnad och päls
Hyenor kan nå en kroppslängd på 56 till 160 centimeter och därtill kommer en jämförelsevis kort svans på 20 till 40 centimeter. Mankhöjden ligger mellan 45 och 81 centimeter. Jordvargen är med en vikt på 8 till 14 kilogram betydligt mindre och lättare än övriga hyenor som når en vikt mellan 26 och 55 kg. Några individer av fläckig hyena har vägt upp till 86 kilo. Hos fläckig hyena är honorna ungefär 10 % större än hannarna. För de andra arterna finns ingen påfallande könsdimorfism vad gäller storleken. Frambenen är hos alla hyenor längre än bakbenen, vilket gör att ryggen sluttar bakåt. Fötterna har grova klor som inte kan dras in. Jordvargen har fem tår på frambenen och fyra tår på bakbenen. De tre andra arterna har fyra tår på både fram- och bakbenen.
Pälsens täckhår är grova. Med undantag för fläckig hyena har alla arter en längre man på ryggen som når från öronen till svansen. Manen kan resas vilket ger intrycket att djuret blir större. Pälsens färg är olika varianter av brun och grå. Den strimmiga hyenan och jordvargen har strimmor, fläckig hyena fläckar, medan den bruna hyenan är nästan enfärgad. Svansen är yvig.
Båda könen har väl utvecklade analkörtlar som utsöndrar en vätska som används för att doftmarkera revirets gränser. Honor har ett eller två par spenar. Hyenornas könsorgan har en lite märklig anatomi. Honans klitoris är så stor att den kan tas för en penis, varför man rätt länge spekulerade i om de var enkönade. Blygdläpparna har ofta en form som kan förväxlas med ett scrotum.  Hannarna saknar i motsats till de flesta andra rovdjur ett penisben (baculum).

### Huvud och tänder

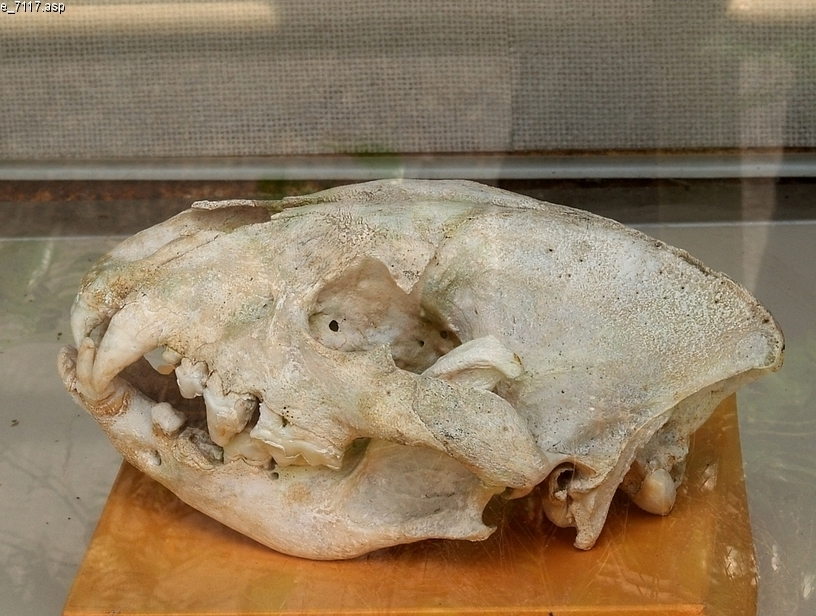
Skalle av en fläckig hyena.

Hyenornas skalle skiljer sig från kraniet hos andra rovdjur främst genom en annorlunda konstruktion av kilbenet (Os sphenoidale) och en annorlunda uppbyggnad av området kring mellanörat. Dessutom skiljer sig skallens konstruktion mycket mellan jordvarg och övriga hyenor. Jordvargen har ett smalt huvud med spetsig nos medan övriga hyenor har en kraftig hals, avrundad skalle och bred nos.
Alla framtänder har en nästan likadan form men de yttre är större än de inre. Hörntänderna är förstorade, och jordvargen använder dem bara under strider mellan artfränder. Jordvargens kindtänder är rudimentära och deras antal varierar. Arter av underfamiljen Hyaeninae har en kraftigare tanduppsättning. Premolarerna är anpassade för att bryta sönder djurben, särskilt den tredje övre och den tredje nedre. Tandemaljen har en komplex struktur så att tänderna inte ska skadas. Den fjärde översta premolaren och den första nedersta molaren bildar den för rovdjur typiska saxen för att skära upp kött. Övriga molarer är förminskade eller saknas helt. Tandformeln för underfamiljen Hyaeninae är I 3/3 C 1/1 P 4/3 M 1/1, alltså 34 tänder. Jordvargens tandformel är I 3/3 C 1/1 P 3/1-2 M 1/1-2, alltså 28 till 32 tänder.
Förutom de kraftiga tänderna har hyenor en väl utvecklad tuggmuskulatur. Musculus temporalis har en bred ansats vid skallen. Eftersom hyenorna har en böjd skalle kan musklerna användas mycket effektivt. Med sina utmärkta käkar kan hyenor åstadkomma en tuggkraft på 9000 newton. De har förmåga att bryta upp ben från giraffer, noshörningar och flodhästar med en diameter av upp till 7 centimeter. Jordvargen lever däremot av insekter och har därför en bred gom samt en tunga som liknar en spackelspade med flera kägelformiga papiller.
Som hos många ryggradsdjur har hyenorna ett reflekterande skikt (Tapetum lucidum) i ögat som förbättrar synförmågan under natten. Öronen är hos alla arter stora. Fläckig hyena har rundade öron medan övriga hyenor har spetsiga öron.

## Utbredning och habitat

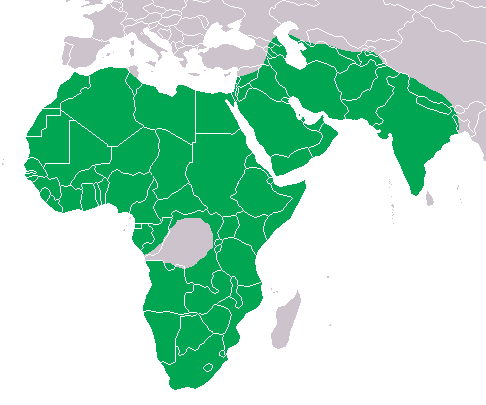
Hyenornas utbredningsområde.

Hyenor förekommer i stora delar av Afrika samt i södra och västra Asien. I Afrika sträcker sig utbredningsområdet från Atlasbergen till Sydafrika. Hyenor saknas däremot i de delar av Sahara som är "äkta" öknar samt i Kongoflodens slättland. I Asien förekommer medlemmar av familjen från Turkiet och Arabiska halvön över Centralasien till Indien. Under istiden fanns familjen även i Europa. Med undantag för släktet Chasmaporthetes, som under pliocen levde i Nordamerika, förekom familjen under hela evolutionen endast i gamla världen. Hyenor har aldrig förekommit i Sydamerika eller Australien.
Den enda art som förekommer i Asien är den strimmiga hyenan, som även förekommer i norra Afrika, och är den art som har det nordligaste utbredningsområdet. Fläckig hyena finns i större delar av Afrika söder om Sahara. Jordvargen förekommer i två åtskilda områden i östra respektive södra Afrika. Den bruna hyenan är endemisk i Afrikas södra regioner.
Allmänt föredrar hyenor torra habitat som halvöknar, savanner, buskskogar och klippiga bergstrakter. Ibland vistas de vid våt- och myrmarker eller i öppna bergsskogar. På det etiopiska höglandet förekommer de upp till 4 100 meter över havet, vilket tyder på deras utmärkta anpassningsförmåga. Däremot undviker de rena sandöknar och regnskogar i låglandet. Ingen art är specialiserad för en särskild biotop. Hyenor är inte skygga för människor och vistas ibland nära samhällen.

## Levnadssätt

### Rörelse och aktivitet

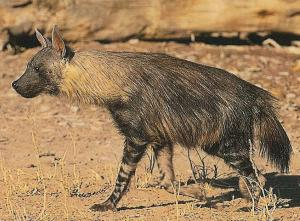
Brun hyena är liksom andra hyenor främst aktiv på natten.

Hyenor är tågångare och vistas uteslutande på marken. De saknar förmåga att klättra i träd men rör sig smidigt i klippiga regioner. Alla arter är uthålliga. Till exempel kan brun hyena vandra 50 kilometer per natt. Hyenorna är främst aktiva på natten och födosöker sällan vid skymning eller gryning. Dock kan fläckig hyena även vara dagaktiv vid molnigt väder. På dagen vilar de i jordhålor, gömda bland buskar eller på marken. Jordvargen sover ofta i gryt som byggs av springharar, eller andra djur, medan de andra hyenorna skapar sina egna gryt eller gömmer sig i bergssprickor eller grottor. Fläckig hyena skapar bara gryt för uppfödningen av ungarna.

### Socialt beteende
Dessa däggdjur är mycket variabla i sitt sociala beteende. Hos jordvargar förekommer ofta monogama par som är tillsammans i flera år och som föder upp ungdjuren gemensamt, däremot behöver ungarnas far inte vara samma hanne som lever med honan. Det finns rapporter om jordvargshonor som föder upp sina ungar ensamma eller i mindre grupper. Utanför parningstiden uppvisar jordvargar inget tydligt socialt beteende. Hannar och honor har skilda gryt och de letar var för sig efter föda.
Hos brun hyena och fläckig hyena förekommer grupper som kallas klaner. Klanens kärna bildas av honor som är släkt med varandra, könsmogna hannar är introducerade och inte släkt med honorna. Hos brun hyena bildas en klan av 4 till 14 individer och beroende på utbredningsområde har de varierande levnadssätt. Bara i regioner där populationen är tät uppkommer en hierarki i gruppen. Hannar och honor har varsitt rangsystem men är jämställda mot varandra. Fläckig hyena har ett socialt beteende som är unikt hos rovdjuren och som närmast kan jämföras med vissa apors, som exempelvis babianernas. Den fläckiga hyenan lever i klaner av upp till 80 individer som tidvis delar upp sig i mindre grupper innan de återförenas igen. De lever i matriarkat och har en fast hierarki. Positionen i hierarkin kan ärvas och mödrar hjälper sina döttrar att nå samma plats i ordningen. Hannarnas position är beroende på hur länge de levt i gruppen men de är alltid underordnade honorna.

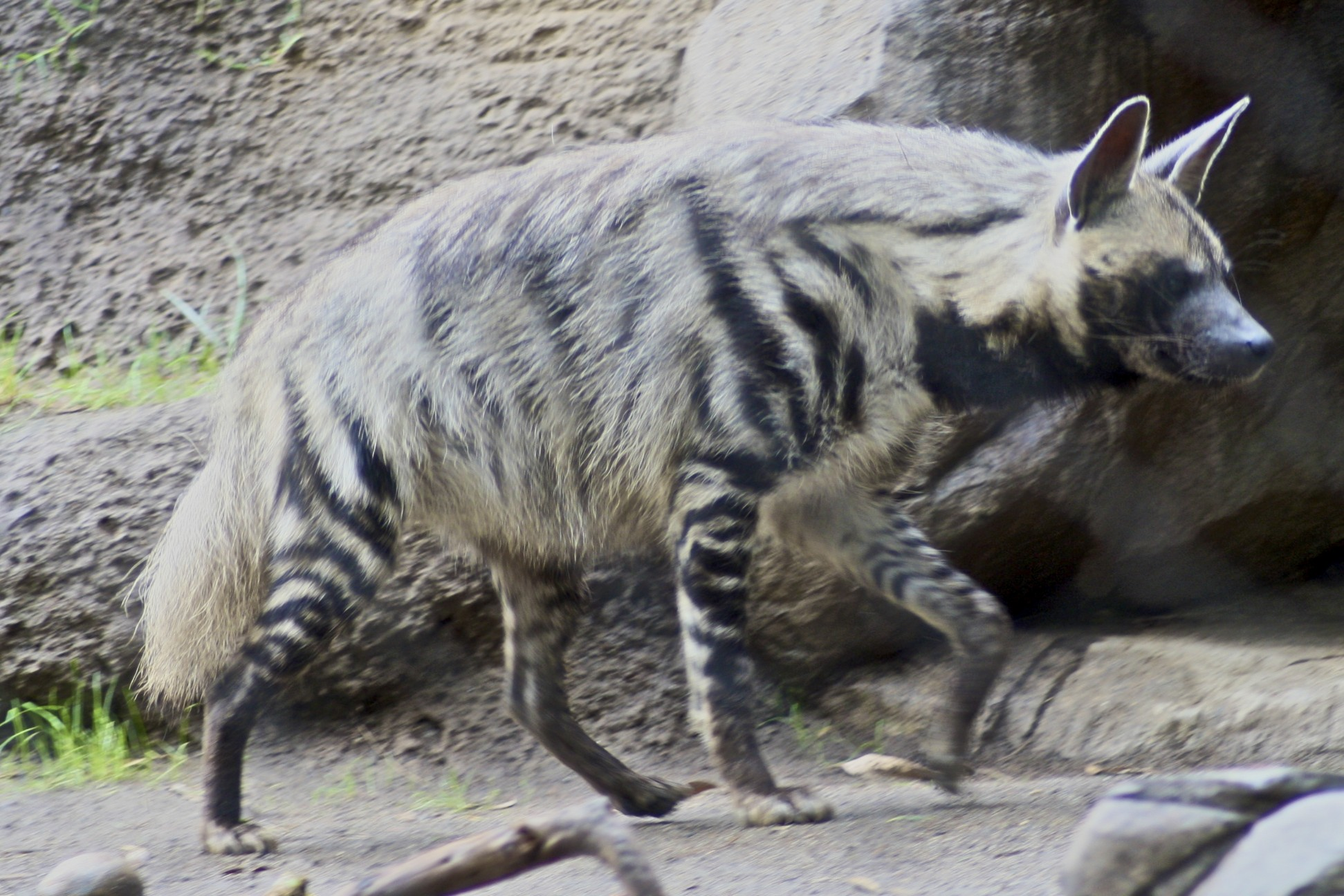
Strimmig hyena

Hyenor är revirhävdande djur. Revirets storlek beror på art och på tillgång till föda. En jordvarg har ofta ett revir som är 1,5 till 4 km² stort och innefattar cirka 3000 termitbon. På afrikanska savanner, med många bytesdjur, är reviret för fläckig hyena ungefär 20 km² stort. I torra regioner av södra Afrika överstiger reviret för fläckig hyena och brun hyena ibland 1000 km². Revirets gränser markeras med vätska från analkörtlarna. Vätskan har en vit- till gulaktig färg och en besk lukt. Hyenan markerar genom att huka sig och placerar stjärten och lämnar vätskan på gräs eller andra objekt. Fläckig hyena markerar ofta bara revirets utkant men hos de andra arterna förekommer doftmärken även i territoriets inre. Dessutom har alla hyenor vid revirets gränser och längs vanliga vandringsleder särskilda platser där de lämnar sin avföring. Hittas en främmande individ i reviret försöker hyenan jaga bort inkräktaren. Med undantag för fläckig hyena reser de ragg och sprider svansens hår. Om inkräktaren inte ger sig, drivs den ut ur reviret. I sällsynta fall uppstår strider där individerna biter varandra.

### Kommunikation
Hyenor vandrar ofta ensamma i stora revir och därför spelar luktsinnet en viktig roll för kommunikationen. Utifrån doftmarkeringen som består av vätska skapad i analkörtlarna kan en individ kön- och klanbestämmas. Vätskan förmedlar även om individen är parningsberedd. Hos underfamiljen Hyaeninae förekommer en särskild hälsningsritual när medlemmar av samma klan träffar på varandra. De luktar på nosen eller vid analkörtlarna eller slickar med tungan över motpartens rygg. Hos fläckig hyena förekommer vid dessa tillfällen ofta erektioner av hannarnas och honornas könsorgan.
Tre av de fyra arterna är jämförelsevis tysta. De morrar och gnäller lite grann men lätet hörs bara över korta avstånd. Fläckig hyena har däremot många olika läten. Oftast hörs ett högljudd vuup som används för att hålla kontakt med klanmedlemmar och som uppfattas över flera kilometer. Det finns även grymtande och gråtande läten samt läten som påminner om nötkreaturens moo. Det mest välkända är annars det lätet som påminner om människans skrattande eller fnissande, som betyder att en individ godkänner sin lägre ställning i hierarkin.

### Föda

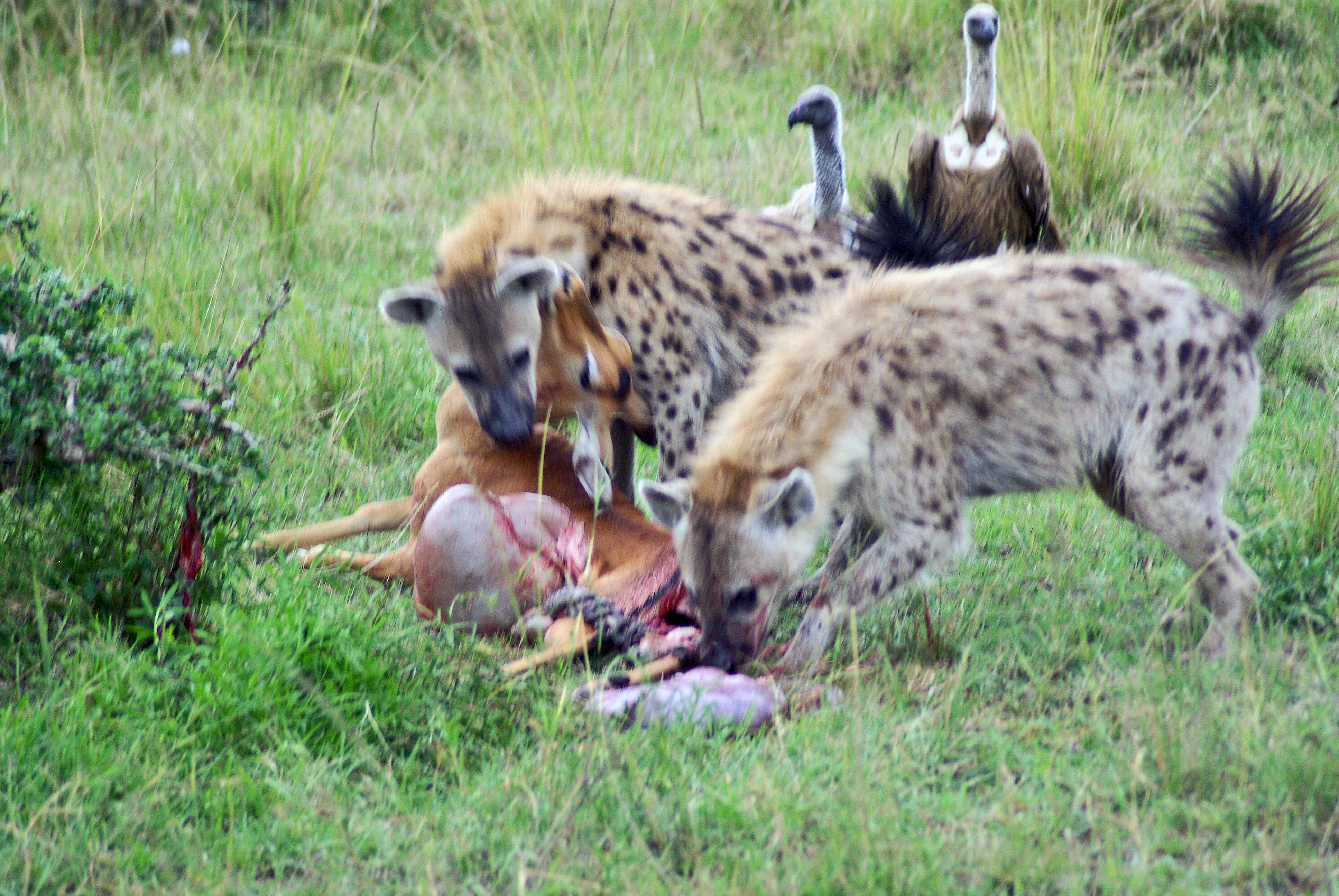
Fläckiga hyenor äter en impala.

Hos hyenorna skiljer sig föda åt beroende på art, och därmed upptar de olika ekologiska nischer. Jordvargen äter nästan uteslutande termiter och föredrar där släktet Trinervitermes. Termiter av detta släkte bildar ofta stora grupper som nattetid genomför vandringar ovan jord. Jordvargen förtär termiterna genom att slicka upp dem med sin klibbiga tunga. Vissa termiter avsöndrar ett gift som skadar andra insektsätande däggdjur. Jordvargen är däremot okänslig för giftet och undviker så konkurrenter om födan. Den kan äta 200 000 termiter under en natt.
Strimmig hyena och brun hyena är främst asätare men de kan även jaga byten. Utöver as äter de till exempel mindre däggdjur, fåglar och deras ägg samt insekter. Ibland äter de även växtdelar. Med sin kraftiga tänder kan de inte bara bryta sönder större benbitar utan även skal av sköldpaddor. Med sitt effektiva mag- och tarmsystem bryter de ned nästan alla delar av födan förutom hår, hovar och horn som stöts upp som spybollar. När det kommer till jakt, är det inte helt utrett hur stort bytet kan vara, och jakt på större hovdjur misslyckas ofta. Däremot är bruna hyenor vid Namibias kustlinje framgångsrika när de jagar efter ungdjur av sydafrikansk pälssäl.
Fläckig hyena är istället en aktiv jägare som dödar 60 till 95 % av sina byten själv. Bytesdjuren är mycket omväxlande och variationen sträcker sig mellan insekter och unga flodhästar. Arten föredrar däremot större hovdjur som gnuer, zebror, gaseller och antiloper. Beroende på bytet jagar hyenan ensam eller i grupp. Fläckig hyena smyger inte fram till bytet utan utmattar offret genom långvariga jakter. Den föda som hyenan inte jagar själv kan vara as eller byten som den tar från andra köttätare. Föda stjäls bland annat från schakaler, geparder, leoparder, afrikanska vildhundar, lejon och från de två andra arterna i underfamiljen Hyaeninae.
Med undantag för fläckig hyena, där individerna ofta jagar i grupp, födosöker hyenor till största delen ensamma, främst då deras byten är för små för att dela med andra individer. Under födosök är det bara vid större kadaver som flera hyenor ansamlas.
Hyenor behöver inte dricka då vätskebehovet täcks av födan. Trots detta dricker de varje dag om det finns färskvatten i närheten. Strimmig hyena och brun hyena får dessutom vätska av gurkväxter och andra växter.

### Fortplantning

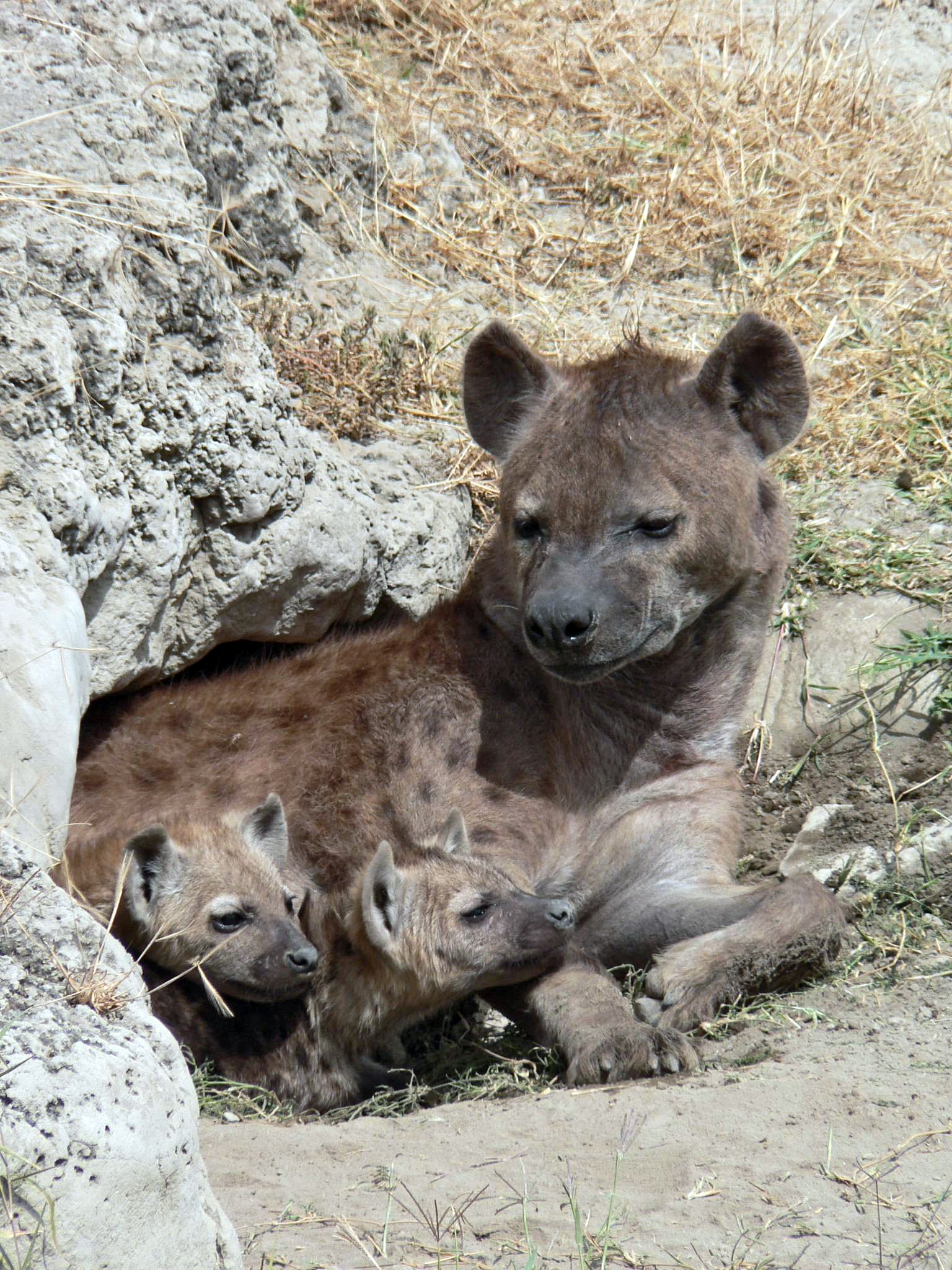
Fläckig hynea, med kull, vid sitt gryt.

Parningsbeteendet varierar mellan arterna. Ofta förekommer polygami, alltså att hannar och honor parar sig med flera individer. Hos strimmig hyena förekommer ibland polyandri, där en hona har flera hanar. Detta beteende är ganska sällsynt hos däggdjur.[källa behövs] Även urvalskriterierna varierar. Hos brun hyena väljer honan ibland nomadiska hannar som vistas nära klanens revir. Honor av jordvarg väljer till 40 % aggressivare och kraftigare hannar från ett annat revir istället för den hanne som lever i samma revir.
Parningen är vanligen inte begränsad till en viss årstid utan sker hela året om. Dräktigheten varar i 60 till 110 dagar och honan föder två till fyra ungar, i fångenskap ibland fem ungdjur. Ungarnas utveckling vid födelsen är beroende på art. Hos fläckig hyena har ungarna redan fram- och hörntänder av den första tanduppsättningen (mjölktänder) och de kan öppna ögonen på en gång. Strimmiga hyenor och bruna hyenor är däremot mindre utvecklade och föds blinda. Nyfödda fläckiga hyenor har en svart pälsfärg, hos de andra äkta hyenorna motsvarar pälsfärgen de vuxna djuren, bara manen ersätts av en mörk strimma på ryggen.
Nyfödda hyenor stannar sina första levnadsveckor i grytet. Hos fläckig och brun hyena finns vanligen större gryt för alla ungar av samma klan. Hos jordvargen bevakar flockens hanne ungdjuren. Det sker även för kullar som delvis eller helt är från andra hannar. Inget annat vilt däggdjur är känt som uppvisar samma beteende.
Efter några veckor utforskar ungarna grytets direkta omgivning. Några månader efter födelsen följer de en vuxen individ vid jakten och något senare jagar de självständigt. Unga hyenor dias påfallande länge. Hos äkta hyenor slutar honan först efter 12 till 16 månader av digivning. Under andra eller tredje levnadsåret blir ungarna könsmogna.
Livslängden i naturen ligger mellan 10 och 20 år, vissa individer i fångenskap har uppnått 41 år.

## Systematik

### Yttre systematik

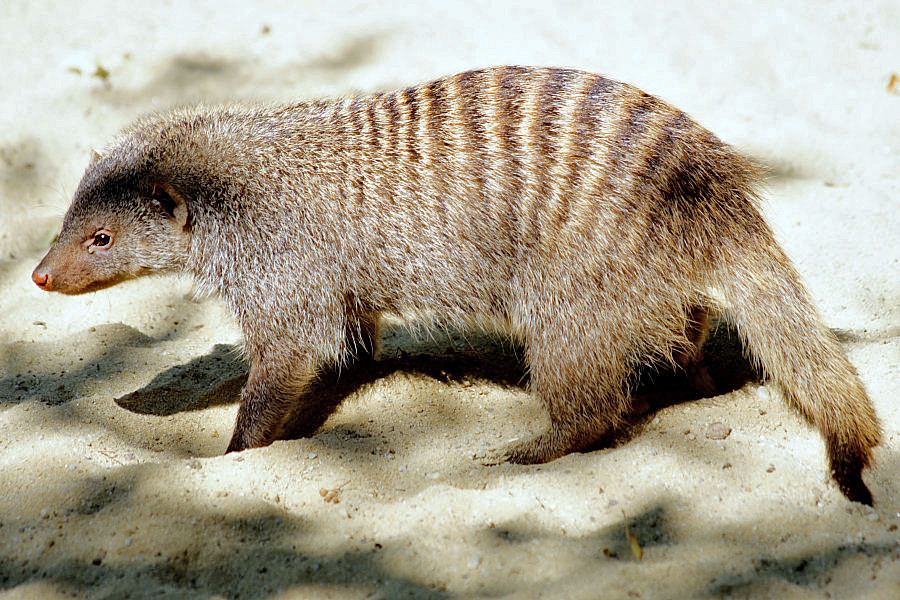
Manguster - som här sebramangust - och familjen Eupleridae är hyenornas närmaste släktingar.

Hyenor placeras trots sitt hundliknande utseende till underordningen kattliknande rovdjur (Feloidea). Morfologiska kännetecken som stödjer denna indelning är bland annat konstruktionen av trumhålan (Cavum tympani). Släktskapet med andra familjer i överfamiljen var länge omstritt. Hyenor sågs länge som nära släktingar till kattdjuren eller mangusterna eller som en självständig utvecklingslinje. Med hjälp av molekylärgenetiska undersökningar fastställdes att hyenor är systergruppen till en gemensam klad av manguster och familjen Eupleridae som omfattar alla rovdjur på Madagaskar. Hyenornas position i underordningen kattliknande rovdjur visas i följande kladogram:
```
Kattliknande rovdjur
 (Feliformia eller Feloidea)
  ├──
Leopardmård
 (Nandiniidae)
  └──N.N.
       ├──
Kattdjur
 (Felidae) och 
Linsanger
 (Prionodontidae)
[
32
]

       └──N.N.
           ├──
Viverrider
 (Viverridae)
           └──N.N.
               ├──
Hyenor
 (Hyaenidae)
               └──N.N.
                  ├──
Manguster
 (Herpestidae)
                  └──
Eupleridae
```

Utvecklingslinjerna av hyenor på ena sidan samt manguster och Eupleridae på andra sidan skilde sig för ungefär 29,2 miljoner år.

### Inre systematik

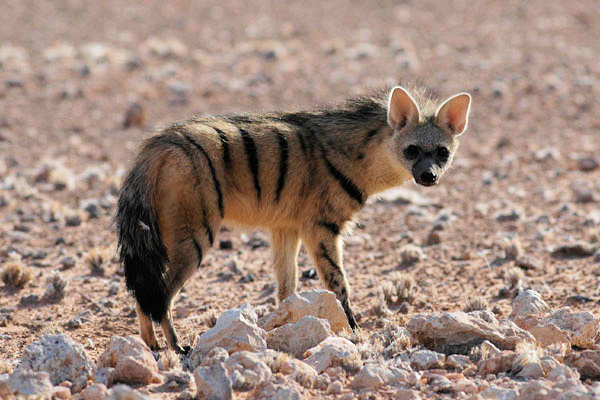
Jordvargen är den minsta arten och utgör en egen underfamilj.

Idag finns fyra recenta arter av hyenor som fördelas på två underfamiljer:
- Underfamilj Äkta hyenor (Hyaeninae)
  - Fläckig hyena (Crocuta crocuta)
  - Brun hyena (Parahyaena brunnea)
  - Strimmig hyena (Hyaena hyaena)
- Underfamilj Protelinae
  - Jordvarg (Proteles cristatus)

Ibland betraktas skillnaden i kroppsbyggnaden och levnadssättet mellan jordvargen och övriga hyenor som anledning till att placera jordvargen i en egen familj, Protelidae, men en sådan uppdelning anses föråldrad i nyare taxonomiska avhandlingar. Molekylärbiologiska undersökningar bekräftar att familjen hyenor och även underfamiljen Hyaeninae utgör monofyletiska grupper. Dessa studier visar att jordvargen utgör systergrupp till övriga hyenor, och fläckig hyena utgör systergrupp till en klad bestående av strimmig hyena och brun hyena. Situationen förtydligas i följande kladogram:
```
Hyenor (Hyaenidae)
  ├──Jordvarg (
Proteles cristata
, Protelinae)
  └──Hyaeninae
       ├──Fläckig hyena (
Crocuta crocuta
)
       └──N.N.
           ├──Strimmig hyena (
Hyaena hyaena
)
           └──Brun hyena (
Parahyaena brunnea
)
```

Utvecklingslinjerna av jordvargen och underfamiljen Hyaeninae skilde sig åt för cirka 10,6 miljoner år, medan fläckig hyena och de två resterande arterna bildade för cirka 8,6 miljoner år självständiga linjer. Strimmig hyena och brun hyena skilde sig åt för ungefär 4,2 miljoner år.
Nyare taxonomiska avhandlingar sammanfattar den strimmiga och den bruna hyenan i samma släkte, Hyaena. Den bruna hyenan får då det vetenskapliga namnet Hyaena brunnea.

### Utvecklingshistoria

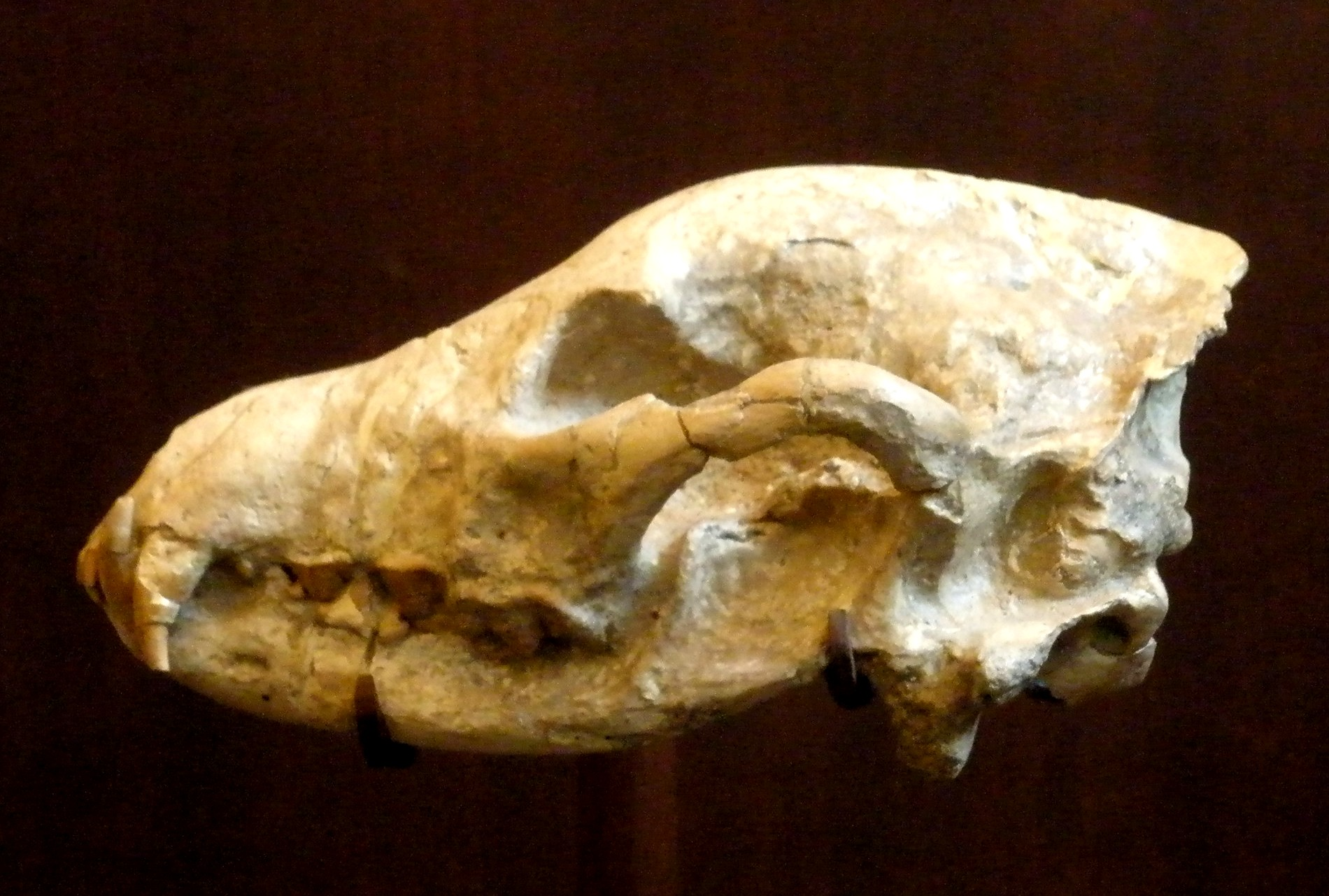
Skalle av Ictitherium viverrinum i American Museum of Natural History i New York.

Hyenor uppkom i Europa för ungefär 17 miljoner år under miocen. Under evolutionens lopp bildades cirka 70 olika arter varav 4 finns kvar. De äldsta kända släktena var Protictitherium, Tungurictis och Plioviverrops som levde under tidig och mellersta miocen. Dessa tidiga hyenor var betydligt mindre än dagens arter och blev ungefär lika stora som rödräv. Protictitherium påminde mer om sibetkatterna och levde troligen delvis i träd och var insekts- eller allätare. Plioviverrops vistades däremot mer på marken och liknade mangustern. För bägge släktena antas att de uppkom i västra Europa och att de vandrade till östra Europa och västra Asien. Under mellersta miocen uppkom släktet Thalassictis som var något större. Thalassictis vägde mellan 20 och 30 kilogram och hade en tanduppsättning som liknade hundens.
De första hyenorna var inte specialiserade på kött och deras tänder var inte kapabla att bryta tjockare ben. Under mellersta miocen fanns andra rovdjur som liknade dagens hyenor och som fyllde samma ekologiska nisch. Släkten som räknas till denna djurgrupp är Percrocuta, Dinocrocuta och Allohyaena. Tidigare antogs det att dessa släkten var hyenor men idag placeras de i den egna familjen Percrocutidae. Det var särskilt deras skallkonstruktion som liknade dagens hyenor. Släktet Dinocrocuta, som levde under senare miocen, var stort och hade även kraftiga tandsaxar som kännetecknar dagens stora hyenor.
Under senare miocen invandrade ytterligare två stora släkten till Europa, Ictitherium och Hyaenotherium. De uppkom troligen i västra Asien. Ictitherium var anpassade till olika födoämnen och hade jämförelsevis stora kindtänder. Hyaenotherium liknade starkt Thalassictis men var ännu större. Vid samma tid utökade Protictitherium sitt utbredningsområde och nådde norra Afrika.
Kort efteråt uppkom med Adcrocuta en rätt stor hyena som hade den typiska tandsaxen. Släktet vägde cirka 70 kilogram. Uppkomsten av dessa stora hyenor anses ha orsakat familjen Percrucotidaes undergång vid slutet av miocen. Samtidig bildades större hundliknande hyenor hos en annan utvecklingslinje vilka var uthärdiga långdistanslöpare. Till linjen räknas bland annat Hyaenictis och Lycyaena.
Hyaenictis överlevde i Afrika fram till tidig pliocen. Liksom flera andra hundliknande hyenor ersattes de vid övergången från miocen till pliocen av medlemmar från familjen hunddjur (Canidae) som vid denna tid vandrade från Amerika till Gamla världen. Utvecklingen av hyenorna i Eurasien och Afrika, och hunddjuren i Amerikas, kan ses som ett exempel på konvergent evolution. Ett tidigt hundsläkte som levde av as och som liknade hyenor var till exempel Osteoborus.
I motsats till de snabbspringande hyenorna som konkurrerades ut av hundarna, överlevde i Gamla världen dessa hyenor som var specialiserade på as. De blev nu allt större. Ett undantag var släktet Chasmaporthetes som fanns kvar under pliocen och som till och med vandrade över en landbro mellan Asien och Nordamerika. Detta släkte var det enda hyenorna som förekommit i Nya världen. Förfäderna till dagens släkten, som till exempel Pachycrocuta bildades under pliocen. Pachycrocuta var den största hyenan, över huvud taget, med en vikt som motsvarar 150 % av vikten för den fläckiga hyenan. Släktet klarade sig i Eurasien och Afrika fram till pleistocen. Ikelohyaena abronia antas vara en direkt anfader till strimmig hyena och brun hyena.

## Hyenor och människor

### Etymologi
Ordet hyena kommer från latinets hyaena som i sin tur kommer från klassisk grekiska ὕαινα (hýaina). Den grekiska beteckningen är en omvandling av ordet ὕς (hýs, svin). Troligen jämfördes hyenor i början med vildsvin på grund av sina borstliknande hår på ryggen.

### I kulturen

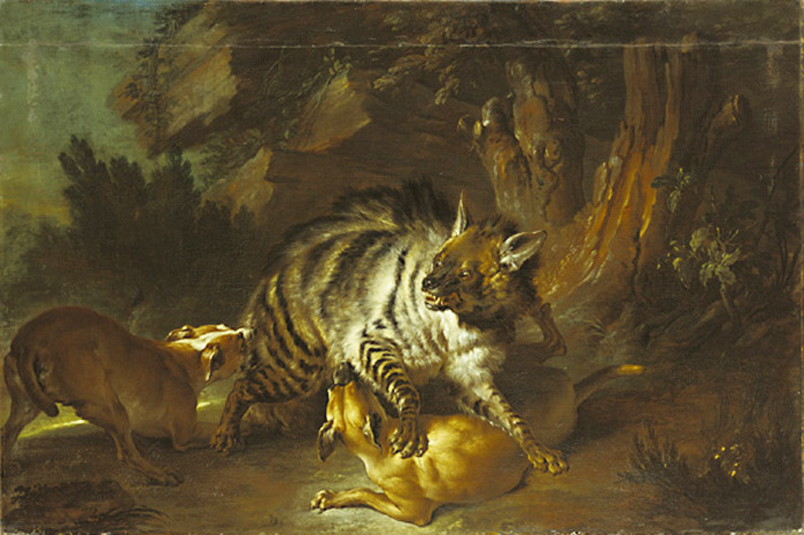
En strimmig hyena i strid mot hundar. Utsnitt ur målning från 1739 av den franske hovmålaren Jean-Baptiste Oudry.

I Afrika och Asien finns ett flertal myter om hyenor. I dessa skiljs sällan mellan de olika arterna. De afrikanska berättelserna är ambivalenta. Hyenor beskrivs å ena sidan som fruktansvärda och farliga, å andra sidan som kraftiga och härdiga, och i vissa fall betraktas de som heliga. I mytologin hos folkgruppen Tabwa (eller Rungu), som lever i Tanzania och Zambia, var det en fläckig hyena som flyttade solen närmare jorden för att värma den. I västafrikanska sagor har dessa djur oftast negativa egenskaper. Här påstås att häxor rider på hyenor och hos olika grupper (till exempel i Mali) förekommer ritual där en person får en mask som liknar hyenans ansikte. Dessa personer betraktas under ceremonin som äkta hyenor. Hos Yorubafolket är hyenor en symbol för slutet av allting på grund av att de tillintetgör kadaver som lämnas av andra köttätare.
I västra och centrala Asien betraktas hyenor som en manifestation av Djinn vilket är en sorts ökenandar inom muslimsk tradition. Hos beduiner förekommer flera sagor om mystiska hyenor eller blandade varelser av hyena och människa som kallas för kaftar. Hyenornas yttre könsdelar ansågs som afrodisiaka, tungan som ett botemedel mot tumörer och andra kroppsdelar tillskrevs helande krafter. Dessa djur var redan kända i antika Grekland och Romerska riket. I Afghanistan arrangeras strider mellan hyenor och hundar, och efteråt används deras kroppsdelar för magiska ritualer.
Aristoteles skrev i sitt kända verk Historia animalium (Djurens historia) att hyenor älskar ruttnat kött och att de gräver på kyrkogårdar för att komma åt liken. Däremot avvisar han påståendet att hyenor är hermafrodit, men denna myt höll ändå i sig fram till 1900-talet. Även Plinius den äldre har ett avsnitt om hyenor i sitt verk Naturalis Historia. Han återger främst Aristoteles uppgifter och tillägger en del påstådda läkande egenskaper för olika kroppsdelar. I Physiologus som var en tidig kristen bok om djursymbolik berättas att hyenor kan byta kön och jämföras med människor som använder sig av bedrägeri. I samma andetag nämns i antisemitiskt syfte judar som först dyrkade den "rätta" guden och som sedan övergick till det som verkets författare betraktar som avgudar. I flera medeltida bestiarier upprepas dessa åsikter. Även i flera jämförelsevis nya verk (fram till slutet av 1800-talet) beskrivs hyenor negativ och felaktiga uppgifter om individer som byter kön eller som är tvåkönade repeteras. Till exempel beskrivs den fläckiga hyenan i den första tyska utgåvan av Alfred Brehms kända verk Djurens liv så här: Under samtliga rovdjuren är hon otvivelaktig den mest missbildade och mest otäckta varelsen; och sedan har henne en del själsegenskaper som gör djuret förhatad. I den andra utgåvan, som översattes till svenska, beskrivs hyenor något mer positivt, men flera skrönor som var vanlig i hyenornas utbredningsområde återges.

### Status och hot

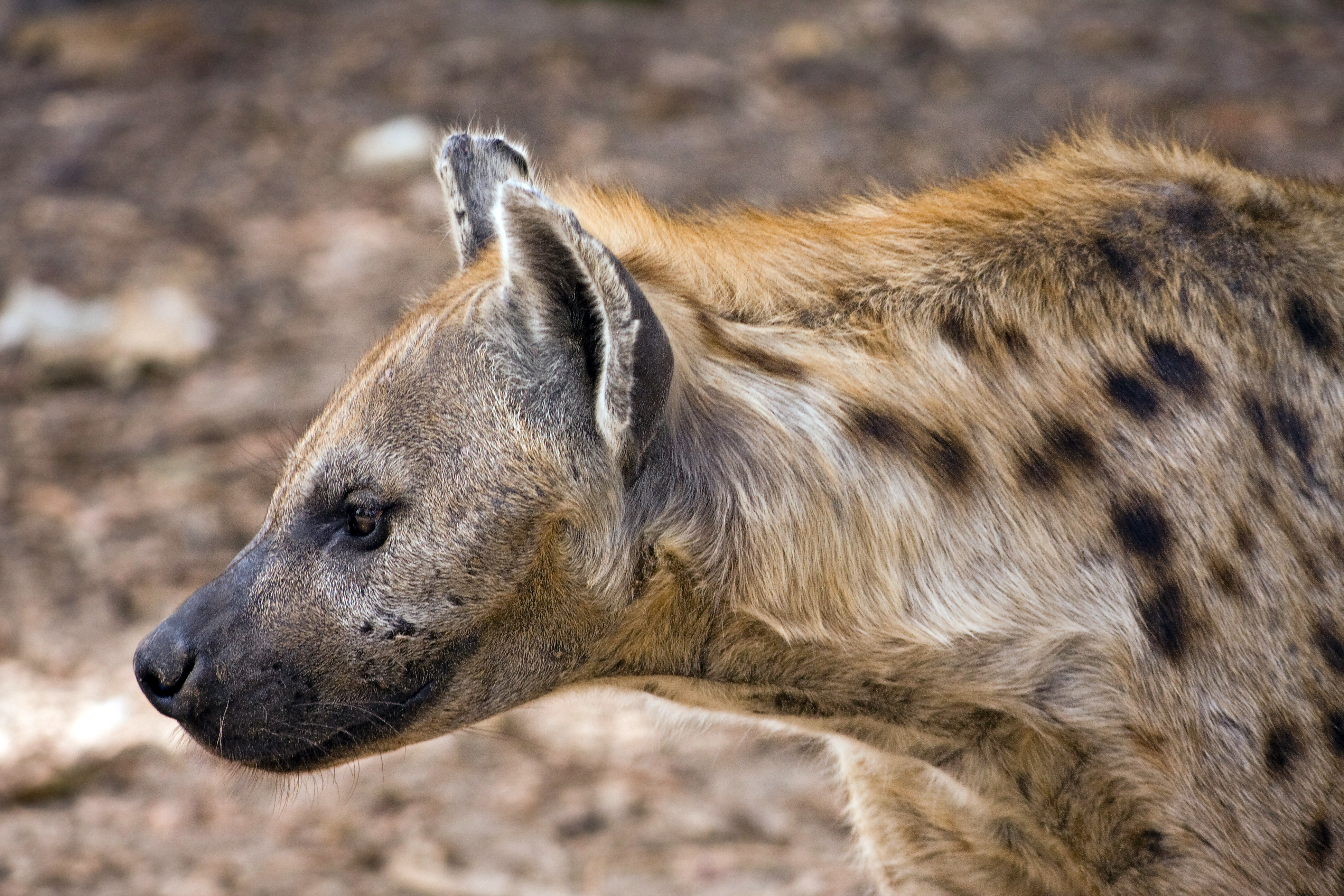
Närbild på en fläckig hyena.

Ibland händer det att hyenor uppsöker betesmarker för att fälla ett eller några boskapsdjur. Fläckig hyena dödar dessutom i sällsynta fall människor, till exempel när de sover oskyddade utanför hus. Det berättas även om strimmiga hyenor som gräver ut liken från kyrkogårdar för att äta dem. Därför jagas hyenor på flera ställen med skjutvapen eller dödas med hjälp av fällor och gift. En annan anledning till jakten är de läkande egenskaper som tillskrivs hyenornas olika kroppsdelar. Tuaregerna födde, i alla fall fram till 1940-talet, upp strimmig hyena som köttboskap och samma praxis är känd från forntida Egypten. Hyenorna hotas dessutom av habitatförstörelse och av bytesdjurens minskning på grund av människans inverkan. Ytterligare ett hot är biltrafiken. Hyenor äter ofta kadaver av djur som blivit påkörda och de vistas därför direkt på vägen och blir då själva påkörda.
Med undantag för jordvargen minskar beståndet för alla hyenor. För jordvargar gynnar det storskaliga jordbruket vanligen termiternas utveckling och på så sätt främjas även populationen av jordvarg. Uppskattningar av populationsstorleken ligger vid 27 000 till 47 000 individer för fläckig hyena, mellan 5 000 och 8 000 individer för brun hyena, mellan 5 000 och 14 000 för strimmig hyena och åtminstone några tusen individer för jordvargen. IUCN listar strimmig hyena och brun hyena som nära hotade (NT) samt fläckig hyena och jordvargen som livskraftiga (LC).